# Cepegillettea betulaefoliae
Cepegillettea betulaefoliae är en insektsart som beskrevs av Granovsky 1928. Cepegillettea betulaefoliae ingår i släktet Cepegillettea och familjen långrörsbladlöss. Inga underarter finns listade i Catalogue of Life.